# Kuzinellus relentus
Kuzinellus relentus är en spindeldjursart som först beskrevs av Denmark och Matthysse 1981.  Kuzinellus relentus ingår i släktet Kuzinellus och familjen Phytoseiidae. Inga underarter finns listade i Catalogue of Life.